# Замошье (городской округ Шаховская)
Замошье — деревня в городском округе Шаховская Московской области.

## География
Деревня расположена в западной части округа, примерно в 8 км к юго-западу от райцентра Шаховская, на правом берегу малой реки Селянки (приток реки Белой, бассейна Рузы), высота центра над уровнем моря 225 м. Ближайшие населённые пункты — Пыщерово на противоположном берегу Селянки и Бролино на юго-востоке.
Имеются Живописная и Центральная улицы. К деревне относится дачный посёлок Верхнерузский.

## Исторические сведения
В 1769 году Замошье — деревня Хованского стана Волоколамского уезда Московской губернии в составе владения генерал-майора Александра Ивановича Неплюева с женой, а также троих детей Прокофия Соковнина. В деревне 15 дворов и 56 душ.
В середине XIX века деревня относилась к 1-му стану Волоколамского уезда и принадлежала графине Софье Прокофьевне Бобринской. В деревне было 15 дворов, крестьян 56 душ мужского пола и 58 душ женского.
В «Списке населённых мест» 1862 года — владельческая деревня 1-го стана Волоколамского уезда Московской губернии по левую сторону Московского тракта, шедшего от границы Зубцовского уезда на город Волоколамск, в 33 верстах от уездного города, при реке Белой, с 13 дворами и 89 жителями (42 мужчины, 47 женщин).
По данным на 1890 год входила в состав Муриковской волости, число душ мужского пола составляло 47 человек.
Постановлением президиума Моссовета от 24 марта 1924 года Муриковская волость была включена в состав Судисловской волости.
По материалам Всесоюзной переписи населения 1926 года — деревня Паршинского сельсовета, проживало 98 человек (47 мужчин, 51 женщина), насчитывалось 21 крестьянское хозяйство.
С 1929 года — населённый пункт в составе Шаховского района Московской области.
1994—2006 гг. — деревня Волочановского сельского округа Шаховского района.
2006—2015 гг. — деревня сельского поселения Степаньковское Шаховского района.
2015 г. — н. в. — деревня городского округа Шаховская Московской области.

## Население
| 1859 | 1926 | 2002 | 2006 | 2010 |
| ---- | ---- | ---- | ---- | ---- |
| 89   | ↗98  | ↘0   | ↗1   | ↘0   |

## Инфраструктура
Личное подсобное хозяйство с зоной сельскохозяйственного использования, индивидуальная застройка усадебного типа.
В 1913 году — 17 дворов.

## Транспорт
Деревня доступна автотранспортом.